# Хеспирия (град, Калифорния)
Хеспирия (на английски: Hesperia) е град в окръг Сан Бернардино, щата Калифорния, САЩ. Хеспирия е с население от 62582 жители (2000) и обща площ от 174,6 km². Намира се на 971 m надморска височина. ЗИП кодовете му са 92340, 92345, а телефонният му код е 760.